# Grandvillard
Grandvillard (antiguamente en alemán Langwiler y Grosswiler) es una comuna suiza del cantón de Friburgo, situada en el distrito de Gruyère. Limita al norte con la comuna de Bas-Intyamon, al este con Charmey y Château-d'Œx (VD), y al sur y oeste con Haut-Intyamon.

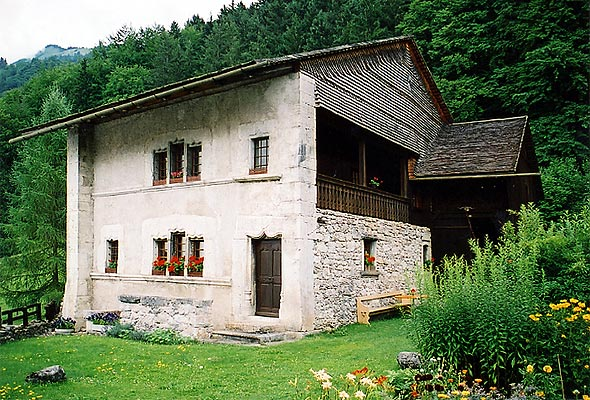
Casa del abanderado en el